# NGC 7339
NGC 7339 est une galaxie spirale (barrée ?) située dans la constellation de Pégase. Sa vitesse par rapport au fond diffus cosmologique est de 987 ± 25 km/s, ce qui correspond à une distance de Hubble de 14,6 ± 1,1 Mpc (∼47,6 millions d'al). NGC 7332 a été découverte par l'astronome germano-britannique William Herschel en 1784.
La classe de luminosité de NGC 7339 est II-III et elle présente une large raie HI. De plus, elle forme une paire de galaxies avec sa voisine NGC 7332.
Selon la base de données Simbad, NGC 7339 est une radiogalaxie.
Les avis diffèrent au sujet de la classification morphologique de NGC 7339. Selon les bases de données NASA/IPAC et HyperLeda, il s'agit d'une galaxie spirale intermédiaire (SAB),. Pour Wolfgang Steinicke et le professeur Seligman, il s'agit plutôt d'une galaxie spirale barrée ordinaire (SB),. L'image du relevé SDSS (ci-contre à droite, dans l'encadré) et celle du projet « Legacy Surveys DR10 » ne permettent pas de discerner une structure barrée certaine au centre de NGC 7339. Par contre, NGC 7339 a été utilisée par Gérard de Vaucouleurs comme une galaxie de type morphologique Sbc sp dans son atlas des galaxies,
.
À ce jour, 32 mesures non basées sur le décalage vers le rouge (redshift) donnent une distance de 22,031 ± 3,694 Mpc (∼71,9 millions d'al), ce qui est à l'intérieur des valeurs de la distance de Hubble.

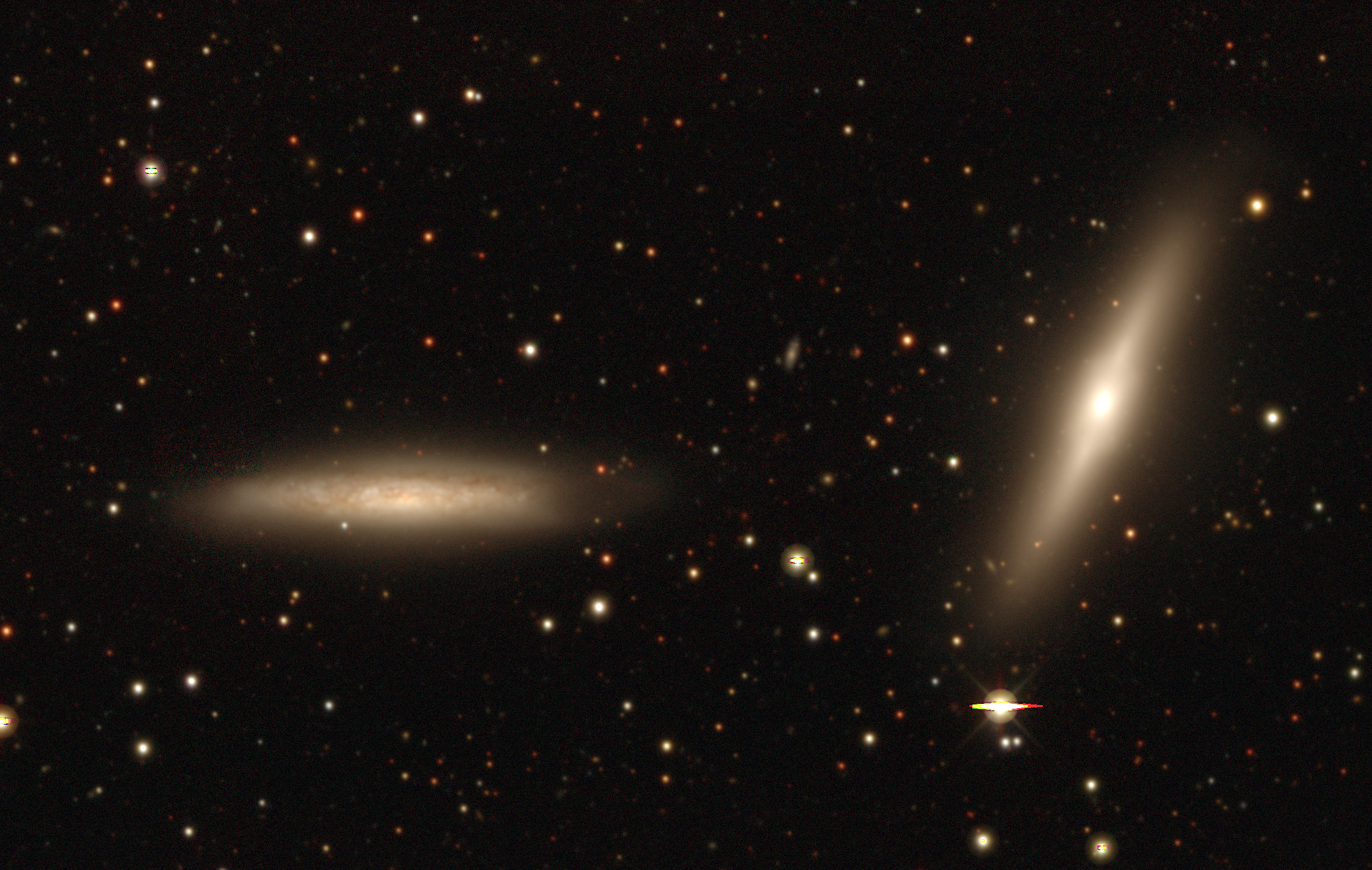
Les galaxies NGC 7332 et NGC 7339 par le projet « Legacy Surveys DR10 ».

## Supernova
La supernova SN 1989L a été découverte dans NGC 7339 le 1er juin 1989 par C. Pennypacker et S. Perlmutter. D'une magnitude apparente de 16 au moment de sa découverte, elle était de type II.